# 亞視煙花照萬家巨星獻禮
《亞視煙花照萬家巨星獻禮》，香港亞洲電視經典賀歲大型綜藝節目，於1989年2月7日（年初二）晚上7時30分在黃金台播映。此節目大會司儀分別為黃霑、劉志榮、黎燕珊、樂蓓、陳輝虹、朱慧珊、柏安妮及顧紀筠，在香港會議展覽中心舉行，監製趙汝強，口號為「香港光茫耀國際，亞視煙花照萬家」。此節目歷時240分鐘，並有多項節目內容，包括舞獅表演、煙花匯演、短劇演出、歌曲演唱及亞視節目巡禮等。同時邀請各地藝人前來表演助陣，以増添更熱鬧的新年氣氛，分別為：香港的成龍、洪金寶、周潤發，台灣的鄧麗君、伊能靜，日本的布施明及加拿大的保羅·安卡。
值得一提，1988年麗新集團林百欣與新世界發展鄭裕彤合作收購亞洲電視，入主剛好六年的邱德根家族則被攤薄至餘下三分之一股權；翌年邱氏賣走剩下股權並退出經營，亞洲電視隨即公布更換為「藍、綠、紅」三色絲帶的全新台徽，並以港幣180萬元贊助當年的香港賀歲煙花匯演，因此匯演中的首幕及海上的風帆均有亞視新台徽及其顏色的出現。而播映該節目的黃金台，也在數日後即2月13日伴隨新台徽啟用而更名為「本港台」。
此節目於2013年2月11日（年初二）命名為《蛇來運到@ATV：亞視煙花照萬家巨星獻禮 (1989)》，被安排同日晚上9時正於歲月留聲播出，並刪減部分原有的節目內容，使播映時間由240分鐘縮減至210分鐘。不過自從亞視在2018年轉型為網絡電視後，就將此節目上載至旗下亞視APP，2022年5月21日起亦上載至其官方YouTube帳戶供免費觀看(並命名為《1989 亞洲電視七週年台慶 - 亞視煙花照萬家》)。此重新上載的版本，不單還原歲月留聲台沒有播放的內容，更保留過渡時期的螢光幕左下「亞洲電視」間歇性純文字台名，以及片尾時去除原遠東集團金錢台徽後的純文字書法台名及版權告示。(部份歌曲因版權問題未能於YouTube播出)
無綫電視在當晚直播在廣州的賀歲晚會《羊城賀歲萬家歡》。
這亦是朱慧珊轉投TVB前最後一個於亞視主持的大型綜藝節目，直至1999年10月19日被亞視高層沈野挖角回巢，與何守信擔任《六點鐘新聞》主播，惟藝員擔任主播一舉引起新聞界的非議，更質疑亞視新聞的公信力，因此雙雙被調出亞視新聞。

## 節目內容
依環節開始順序排列：
| 環節                            | 演出                                   | 附註 |
| 舞獅表演                        | 成 龍                                  | 由成家班團隊演出 |
| 賀歲煙花匯演                    | 現場主持：劉志榮、朱慧珊               | 由亞洲電視贊助 煙花匯演首幕及海上風帆均有亞視新台徽及其顏色出現 |
| 「群鳳戲龍」                    | 洪金寶                                 | 聯同7位亞洲小姐（樂 蓓、葉玉卿、李 菁、梁林玲、吳嘉文、邱月清、曾小燕）演出 插曲（Remix）為劉美君《一見鍾情》、梅艷芳《烈焰紅唇》、何嘉麗《夜溫柔》、葉倩文《海旁獨唱》、林子祥《上癮》及另外兩首歌曲 |
| 歌曲表演                        | 保羅·安卡                              | 演唱《Put Your Hand on My Shoulder》及《Times of Your Life》、翻唱法蘭·仙納杜拉的《My Way》 |
| 「英雄、名劍、女人心」          | 鄭少秋、李賽鳳、雪 梨                  | 編排節目內容為徐小明 |
| 歌曲表演                        | 陳潔靈                                 | 演唱單元劇《皇家檔案》同名主題曲 |
| 古裝幽默喜劇表演                | 曾志偉、岑建勳、吳耀漢、馮淬帆、黃韻詩 | |
| 輕鬆幽默棟篤笑表演              | 董 驃、熊良錫                          | 演唱《大約在馬季》（原曲為齊秦的《大約在冬季》）及粵曲《鳳閣恩仇未了情》 |
| 歌曲表演                        | 鄧麗君                                 | 演唱《我只在乎你》、《愛人》及《漫步人生路》 |
| 粵曲表演                        | 紅線女                                 | 演唱《昭君樂》（頭小段） |
| 「2.13 攻勢」（重播時已被刪除） | 亞洲電視全台藝員                       | 介紹從1989年3月起，亞視全新推出的6套電視節目，包括《上海風雲》、《皇家檔案》、《夜琉璃》、《安樂茶飯》、《開心PLAZA》及《今夜不設防》                                                                 |
| 未來偶像歌曲表演                | 張立基、寶佩如、甄楚倩、李達成         | 張立基演唱《今夜你是否一人》 寶佩如演唱《討好》 甄楚倩演唱《霓虹玩偶》 李達成演唱《午夜快車》 |
| 歌曲表演                        | 布施明                                 | 演唱《Memory》及《報春花之豆芽》 |
| 歌曲表演（重播時已被刪除）      | 伊能靜                                 | 演唱《我就是年輕》 |
| 群星大合唱                      | 周潤發、成 龍、亞洲電視全台藝員        | 周潤發講述演戲的心路歷程 與成龍及全台藝員合唱漢城奥運會主題曲《Hand in Hand》 (周潤發當晚因要到沙田大會堂主演舞台劇花心大丈夫,故此要到節目尾聲才趕到灣仔會展大會現場)                                 |